# Donald Watson
Donald Watson, född 2 september 1910 i Mexborough, Yorkshire, död 16 november 2005 i Keswick, Cumbria, var en engelsk djurrättsförespråkare som myntade ordet vegan och grundade organisationen Vegan Society.

## Biografi
Watson föddes i en köttätande familj. Hans resa mot veganismen började redan när han var väldigt ung, på hans farbror/morbror Georges farm:
Jag var omgiven av intressanta djur. De "gav" alla någonting: farmens häst plöjde, den mindre hästen drog kärran, korna "gav" mjölk, hönorna "gav" ägg och tuppen var en användbar "alarmklocka" - jag insåg inte då att han hade en annan funktion också. Fåren "gav" ull. Jag kunde aldrig förstå vad det var grisarna "gav", men de verkade vara vänliga varelser - alltid glada att se mig.
Han insåg vilket syfte grisarna tjänade när han såg en av dem slaktas, vilket förändrade hans liv. Vid 14 års ålder blev han vegetarian som nyårslöfte, och under 1940-talet, efter att ha lärt sig mer om mjölkproduktion, blev han vegan.
1944 grundade han och några vänner Vegan Society. Någon i gruppen skulle komma på en term som beskrev deras diet, och han föreslog vegan, de tre första och två sista bokstäverna från vegetarian.
Vid 95 års ålder, kvällen den 16 september 2005, avled Watson i sitt hem i norra England.